# Smučarske skakalnice Mostec
Smučarske skakalnice Mostec so ljubljanske smučarske skakalnice v Mostecu pod Rožnikom, s K-točkami K55, K38, K25, K18, K12 in K8. So domače skakalnice Smučarskega skakalnega klub Ilirija. Prekrite so z umetno podlogo, kar omogoča skoke tudi poleti. 
Rekord največje izmed skakalnic, K55, ima Primož Zupan s 60,5 m (2008).
Na vse skakalnice je urejen dostop z zavarovanimi stopnišči, iz doline do vznožja skakalnic pa, v času obratovanja, vozi tovorna vzpenjača. Na pripadajoči infrastrukturi, ki je v lasti Javnega zavoda Šport Ljubljana, ima svoj sedež in prostore Smučarski skakalni klub Ilirija.